# E531
La ruta europea E531 és una carretera que forma part de la Xarxa de carreteres europees. Comença a Offenburg (Alemanya) i finalitza a Donaueschingen (Alemanya). Té una longitud de 96 km. Té una orientació de nord a sud.